# لوکس تی‌وی
تلویزیون لوکس (به انگلیسی: Luxe TV) یک شبکهٔ پخش تلویزیونی جهانی است که در ژوئن ۲۰۰۶ توسط جین استوک (به انگلیسی: Jean Stock) و پسرش جین باپتایست استوک (به انگلیسی: Jean-Baptiste Stock) راه اندازی شد. مرکز این شبکهٔ تلویزیونی در لوکزامبورگ قرار دارد و موضوعات مرتبط با کالاهای تجملاتی سراسر دنیا را پوشش می‌دهد.

## تاریخچه
شبکهٔ اچ‌دی تلویزیون لوکس تی‌وی (به انگلیسی: Luxe.TV HD) اولین شبکهٔ تلویزیونی در اروپا، آسیا و خاورمیانه است که برنامه‌های خود را به صورت تمام‌وقت و ۲۴ ساعته با کیفیت بالای اچ‌دی (به انگلیسی: High Definition) پخش می‌کند.
در ژوئن ۲۰۱۱ این شبکه در ۱۰۷ کشور جهان قابل دسترسی بود و ۹۲ میلیون تلویزیون خانگی به آن دسترسی مستقیم داشتند (۶ میلیون در فرانسه، ۱٫۸ میلیون در کره جنوبی و ۱٫۳ میلیون در پرتغال)

## امکانات پخش
تمامی برنامه‌های این کانال تلویزیونی که با تفکیک‌پذیری بالا (به انگلیسی: High Definition) پخش می‌شوند، به صورت اس‌دی (به انگلیسی: SD) نیز در دسترس هستند. برنامه‌های این شبکهٔ هم‌اکنون به زبان‌های انگلیسی، فرانسوی، اسپانیایی، ایتالیایی، روسی و آلمانی در حال پخش است.
شبکهٔ لوکس تی‌وی در اروپا بوسیلهٔ ماهواره‌های آستارا (به انگلیسی: Astra) و هاتبرد (به انگلیسی: Hotbird)، در خاورمیانه بوسیلهٔ عرب‌ست (به انگلیسی: Arabsat 5)، در آسیا بوسیلهٔ آسیا ست (به انگلیسی: AsiaSat 5) و یوتل‌ست دبلیو ۷ (به انگلیسی: Eutelsat W7) و در روسیه با ماهوارهٔ ای‌بی‌اس (به انگلیسی: ABS1) قابل دسترسی است.

## برنامه‌ها
برنامه‌های این شبکه در قالب مستند، برنامهٔ خبری یا مجله و در ۶ بخش اصلی با موضوعات زیر پخش می‌شوند:
- املاک، مستغلات و طراحی داخلی
- ورزش و اوقات فراغت
- هتل‌ها و غذا
- زیبایی و مد
- خودرو و قایق‌های تفریحی
- جواهرات و اشیای قیمتی

برنامه‌های لوکس تی‌وی از دوشنبه تا پنج‌شنبه به بررسی اخبار و تازه‌های محصولات تجملاتی دنیا تحت عنوان لوکس امروز (به انگلیسی: Luxe.Today) می‌پردازد و از جمعه تا یک‌شنبه گزیده‌ای از بهترین برنامه‌های هفتهٔ گذشته را تحت عنوان لوکس هفته (به انگلیسی: Luxe.Week) پخش می‌کند.